# Station Haggerston
Haggerston is een spoorwegstation van London Overground in de wijk Haggerston in Londen. Het station is gebouwd op het historische Kingsland Viaduct aan de East London Line.
Een station met dezelfde naam heeft net ten zuiden van het huidige station gestaan. Het station werd geopend op 2 september 1867 maar werd gesloten door oorlogsschade in 1940.
|  |  |  |